# Philippe Malaud

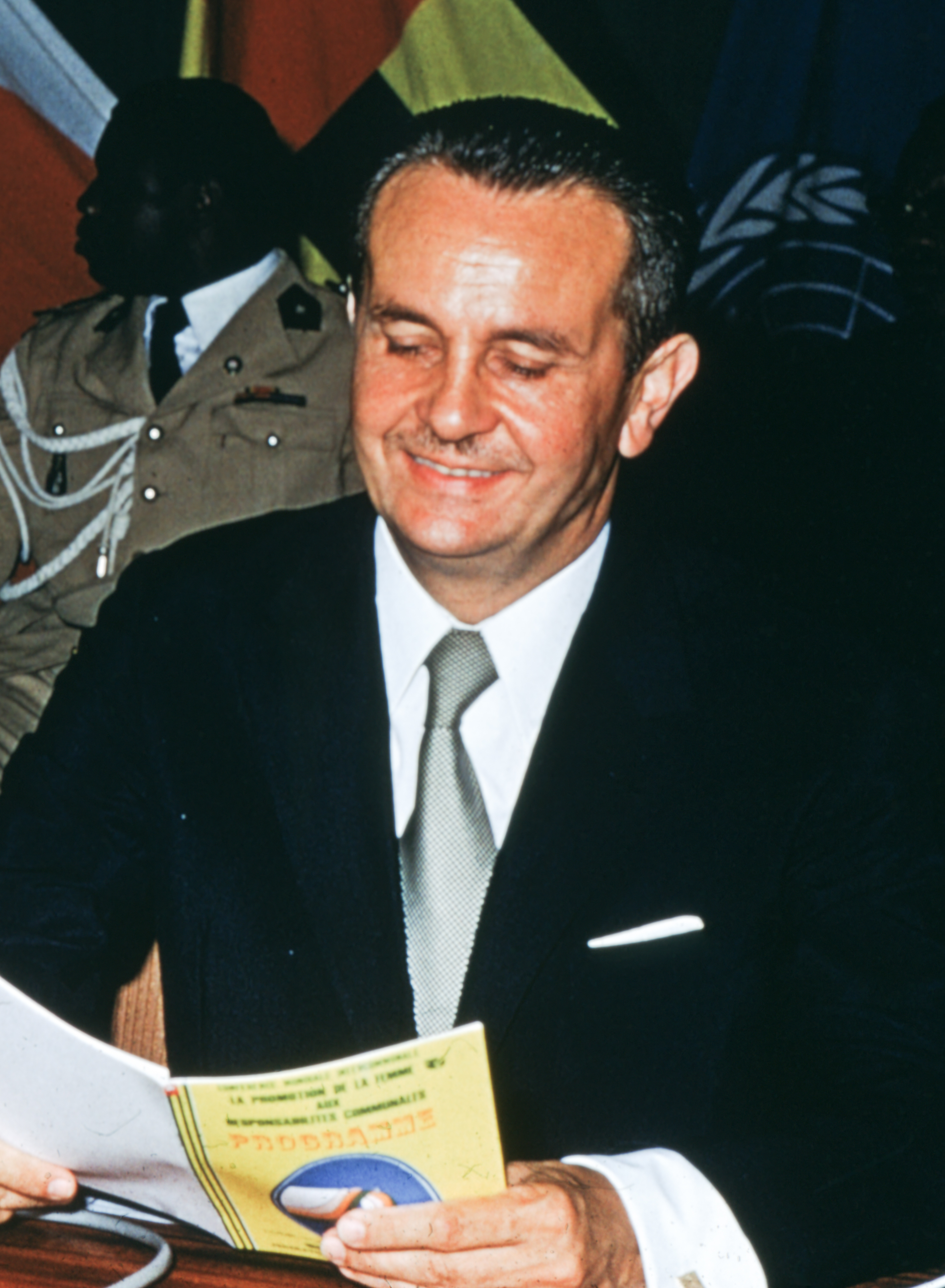
Philippe Malaud (1975)

Philippe Malaud (* 2. Oktober 1925 in Paris; † 14. Oktober 2007 ebenda) war ein französischer Politiker (RI, ab 1976 CNIP). Er war von 1968 bis 1973 Staatssekretär, anschließend bis 1974 Minister für Information und öffentlichen Dienst sowie mehrmals Abgeordneter in der Nationalversammlung (zuletzt von 1978 bis 1981). Von 1980 bis 1987 war er Parteivorsitzender der konservativen Kleinpartei Centre national des indépendants et paysans sowie von 1984 bis 1989 Mitglied des Europäischen Parlaments.

## Leben

### Diplomat
Malaud absolvierte ein Studium der Rechtswissenschaft sowie der Sprachen und Literatur (lettres) an der Universität von Paris und durchlief die École libre des sciences politiques (Sciences Po). Anschließend trat er 1947 in den Dienst des französischen Außenministeriums, war 1949 bis 1952 als Attaché in Polen und anschließend bis 1954 als zweiter Sekretär der Botschaft in Ägypten stationiert. Ein Aufbaustudium an der Verwaltungshochschule École nationale d’administration (ENA) schloss er 1956 als Jahrgangsbester ab. Anschließend kehrte er auf einen Posten im Außenministerium am Pariser Quai d’Orsay zurück, wo er im Jahr darauf stellvertretender Büroleiter und 1961 selbst Büroleiter (chef du cabinet) des Außenministers Maurice Couve de Murville wurde. Diese Position hatte er bis 1967 inne, dann wurde er Stabschef (directeur de cabinet) des Staatssekretärs im Außenministerium, André Bettencourt.

### Kommunal- und Départementpolitik
Malaud war von 1965 bis 1983 Bürgermeister von Dompierre-les-Ormes, einer kleinen Gemeinde im Département Saône-et-Loire. Diese ehrenamtliche Position ließ sich mit seinen anderen Ämtern und Mandaten kombinieren.
Parallel zu seinen Ämtern auf nationaler Ebene wurde er 1970 als Nachfolger von Marc Humbert auch Vorsitzender des Generalrates des Département Saône-et-Loire und hatte dieses Amt bis 1979 inne, woraufhin der Sozialist André Billardon seine Nachfolge antrat.

### Abgeordneter, Staatssekretär und Minister
Bei der vorgezogenen Parlamentswahl am 30. Juni 1968 (nach den Maiunruhen) wurde Malaud als Kandidat der liberal-konservativen Républicains indépendants (RI) im Département Saône-et-Loire erstmals in die Nationalversammlung (Assemblée nationale) gewählt. Auf das Mandat verzichtete er aber, nachdem er am 13. Juli 1968 zum Staatssekretär für den öffentlichen Dienst (Secrétaire d'État chargé de la Fonction publique) in das Kabinett Couve de Murville berufen wurde. Im darauf folgenden Kabinett Chaban-Delmas fungierte er zunächst vom 20. Juni 1969 bis zum 5. Januar 1971 als Staatssekretär für den öffentlichen Dienst und Verwaltungsreformen (Secrétaire d’État chargé de la Fonction publique et des Réformes administratives) sowie im Anschluss bis zum 5. Juli 1972 als Staatssekretär beim Premierminister für den öffentlichen Dienst (Secrétaire d’État auprès du Premier ministre chargé de la Fonction publique). Im Kabinett Messmer I bekleidete er zwischen dem 7. Juli 1972 und dem 29. März 1973 das Amt als Staatssekretär beim Premierminister für den öffentlichen Dienst und die Nachrichtendienste (Secrétaire d’État auprès du Premier ministre chargé de la Fonction publique et des services de l’Information).
Am 4. März 1973 wurde Philippe Malaud erneut für die Républicains indépendants als Abgeordneter des Départements Saône-et-Loire in die Nationalversammlung gewählt. Er legte das Mandat allerdings wiederum nieder, nachdem er am 6. April 1973 zum Informationsminister (Ministre de l’information) im Kabinett Messmer II ernannt worden war. Nach einer Regierungsumbildung fungierte er danach zwischen dem 23. Oktober 1973 und dem 28. Februar 1974 als Minister für den öffentlichen Dienst (Ministre de la Fonction publique).
Malaud veröffentlichte 1976 das Buch Révolution libérale. Zur gleichen Zeit verließ er die Républicains indépendants und kehrte zum Centre national des indépendants et paysans (CNIP) zurück, von dem sich die RI 1962 abgespalten hatten. Bei der Parlamentswahl am 19. März 1978 wurde er – unterstützt vom Mitte-rechts-Bündnis Union pour la démocratie française (UDF) – für das Département Saône-et-Loire wieder in die Nationalversammlung gewählt und gehörte dieser als fraktionsloser Abgeordneter (non-inscrit) bis zum 22. Mai 1981 an.

### CNIP-Vorsitzender und Europaparlamentarier
Bei der Europawahl am 10. Juni 1979 trat er als Spitzenkandidat der Union de défense interprofessionnelle pour une France indépendante dans une Europe solidaire (UDIP-FIDES), der Liste der „sonstigen Rechten“ (Divers droite), an. Zuvor hatte er sich mit dem CNIP von der 1978 gegründeten Liste Eurodroite getrennt, der rechte Parteien aus Belgien, Frankreich, Italien und Spanien angehörten. Die von ihm angeführte Liste UDIP-FIDES erreichte allerdings lediglich 283.144 Stimmen (1,4 %) und verpasste somit den Einzug in das Europäische Parlament. Von 1980 bis 1987 war Malaud Parteivorsitzender des Centre national des indépendants et paysans. Obwohl die größeren Mitte-rechts-Parteien UDF und RPR zu seinen Gunsten auf eigene Kandidaten verzichteten, verlor Malaud seinen Wahlkreis im Zuge der „rosa Welle“ bei der Parlamentswahl 1981 – nach der Wahl des Sozialisten François Mitterrand zum Staatspräsidenten – in der Stichwahl an den Kandidaten der Sozialistischen Partei.
Bei der Europawahl am 17. Juni 1984 verband sich das CNIP mit der gemeinsamen Liste der Mitte-rechts-Parteien UDF und RPR unter Führung von Simone Veil. Über diese Liste wurde auch Malaud zum Mitglied des Europäischen Parlamentes gewählt. Dort saß er in der Legislaturperiode bis 1989 in der gaullistischen Fraktion der Sammlungsbewegung der Europäischen Demokraten und war Mitglied im Haushaltsausschuss (1984–86) bzw. im Ausschuss für Entwicklung und Zusammenarbeit (1986–89).
Bei der Parlamentswahl 1986, die – anders als sonst in Frankreich üblich – nach Verhältniswahlrecht abgehalten wurde, traten CNIP-Kandidaten auf der Teil Liste Rassemblement national an, die von der rechtsextremen Front national initiiert und dominiert war. Der Parteivorsitzende Malaud billigte dies ausdrücklich. Diese Liste erhielt insgesamt 35 Sitze, von denen drei an Mitglieder des CNIP gingen. Bei der Parlamentswahl 1988 (bei der wieder Mehrheitswahlrecht galt) trat Malaud erneut im 1. Wahlkreis des Départements Saône-et-Loire als Divers droite an, hatte diesmal aber nicht die Unterstützung der größeren Mitte-rechts-Parteien und schied mit 10,65 Prozent der Stimmen bereits im ersten Wahlgang aus.